# اکاهای
اکاهای (به اسپانیایی: Acahay) در پاراگوئه است که در paraguarí واقع شده‌است.

## خصوصیات
اکاهای ۱۴٬۸۶۳ نفر جمعیت دارد.